# Голуб, Йосеф
Йосеф Го́луб (чеш. Josef Holub; 1930—1999) — чешский ботаник XX века.

## Биография
Йосеф Голуб родился в городе Млада-Болеслав 5 февраля 1930 года. Учился в Карловом университете в Праге, который окончил в 1953 году. Впоследствии стал профессором Карлова университета. Голуб был одним из основателей Института ботаники, где он работал на протяжении почти всей жизни. При его участии был создан журнал Folia Geobotanica & Phytotaxonomica, выпускающийся с 1966 года. Голуб работал в его редакции в продолжение 30 лет.
В 1960-х годах Голуб занимался подготовкой к выпуску геоботанической карты Чехословакии. Йосеф был инициатором выпуска Красного списка Чехословакии и одним из основных авторов Красных книг Чехии и Словакии (1999).
В 1990 году Голуб стал главным редактором журнала Чешского ботанического общества Preslia, сменив в этой должности Зденека Черногорского, через год был избран президентом самого Общества.
Йосеф Голуб скончался 23 июля 1999 года близ Млада-Болеслава.
Авторству Голуба принадлежат разделы книг Flora Europaea и Flora of Turkey, посвящённые злакам трибы Aveneae, роду Glyceria и сложноцветным трибы Filagineae. Он работал в редакции книг Flora Iberica, Flora Europaea, а также одного из изданий Flora von Mitteleuropa Г. Хеги. В Flora of the Czech Republic Голуб полностью переработал систематику родов Rubus и Crataegus. Также Голуб занимался исследованием таких таксономически сложных родов, как Epilobium, Gentianella и Heracleum.
Помимо цветковых растений Голуб также переработал систематику рода плауновидных Huperzia, а также предложил внутриродовую классификацию рода хвощ Equisetum. Голуб занимался и изучением родственных связей родов папоротников Dryopteris, Lastraea и Thelypteris.
Йосеф Голуб был женат на Вере Голубовой-Еховой (1936—1993), работавшей в Институте ботаники в Праге над изучением гифомицетов.

## Некоторые научные публикации
- Holub, J. Floristische Materiale aus dem Hügellande Fil'akovská. — Bratislava, 1965. — 90 p.
- Holub, J. Übersicht der höheren Vegetationseinheiten der Tschechoslowakei. — Praha, 1967. — 75 p.
- Holub, J. Taxonomic and floristic progress on the Czechoslovak flora and the contribution of Czechoslovak authors to knowledge of the European flora (1961-1972). — Coimbra, 1974. — P. 174—352.
- Holub, J. Problémy fytogeografických členění zemského povrchu. — Praha, 1976. — 102 p.
- Holub, J. K problematice českého odborného jmenosloví rostlin. — Praha, 1979. — 177 p.
- Holub, J. Mizející flóra a ochrana fytogenofondu v ČSSR. — Praha, 1981. — 176 p.
- Holub, J. Sedmdesát let Československé botanické společnosti. — Praha, 1982. — 146 p.

## Роды растений, названные в честь И. Голуба
- Holubia Á.Löve & D.Löve, 1975 [= Gentiana L., 1753]
- Holubiella Škoda, 1997 [= Botrychium Sw., 1801]